# Nietjinka (stacja kolejowa)
Nietjinka (ros. Нетьинка) – stacja kolejowa w miejscowości Nietjinka, w rejonie briańskim, w obwodzie briańskim, w Rosji. Położona jest na linii Briańsk – Smoleńsk.